# Laugardæla kyrka
Laugardæla kyrka (isländska: Laugardælakirkja) är en kyrka utanför Selfoss på Island. Kyrkan är ritad av Bjarni Pálsson och den invigdes 1965. Kyrkan blev uppmärksammad i januari 2008 då Bobby Fischer, stormästare i schack (världsmästare 1972-1975) begravdes intill kyrkan utan att man först sökt tillstånd.